# 烤鴨
烤鴨泛指任何使用燒烤方式製作的鴨肉料理，在受華語文化影響的地區十分常見，在歐洲也有烤鴨的菜餚。烤鴨常在烤前在鴨皮塗抹麥芽糖漿，風乾後再烤，作出脆皮效果。

## 各地烤鴨
- 北京烤鴨：起源於山东或南京，並於北京發揚光大。将烤好的鴨肉片起，配葱段黄瓜或其他鲜蔬及甜麵醬卷以薄餅食用。
- 濟南烤鴨：製法與北京烤鴨相似。
- 南京烤鸭：製法與北京烤鴨相似，但一般为带骨剁开后配上酱汁食用。
- 燒鴨：為廣東燒味的一種，以製作燒鵝的方式製作。
- 琵琶鴨：把鴨壓成琵琶狀後烤製。
- 台灣烤鴨：一鴨三吃，為燒鴨的衍生吃法，採掛爐烤鴨方式製作。台湾一鴨三吃採鴨皮與鴨肉切片，以甜麵醬與新鮮蔥段與餅皮（又稱鴨餅），包裹在一起吃。以及將切片後剩餘的鴨骨與鴨肉切塊，以九層塔[2]與辣椒醬大火快炒。在台灣，不同於廣式料理店賣的烤鴨，一鴨三吃有2種常見的販賣方式。專賣店面具有完整的烤爐與吊晾設備。營業時間多半從中午到晚上九點之前。行動烤鴨则以小型廂式貨車裝載，因為基於安全而無法在車上裝置烤爐，所以烤鴨是預先製作，車上僅有快炒設備。營業時間多半從下午到半夜。
- 江蘇烤鴨：一鴨三吃，同隻鸭子經由烤、爆、卤三種不同的烹飪方式，做出烤鸭、嫩酥鸭、竹编鸭三種食物。[3]
- 油封鴨：源自法國南部的一道烤鴨料理。[4]

## 圖集

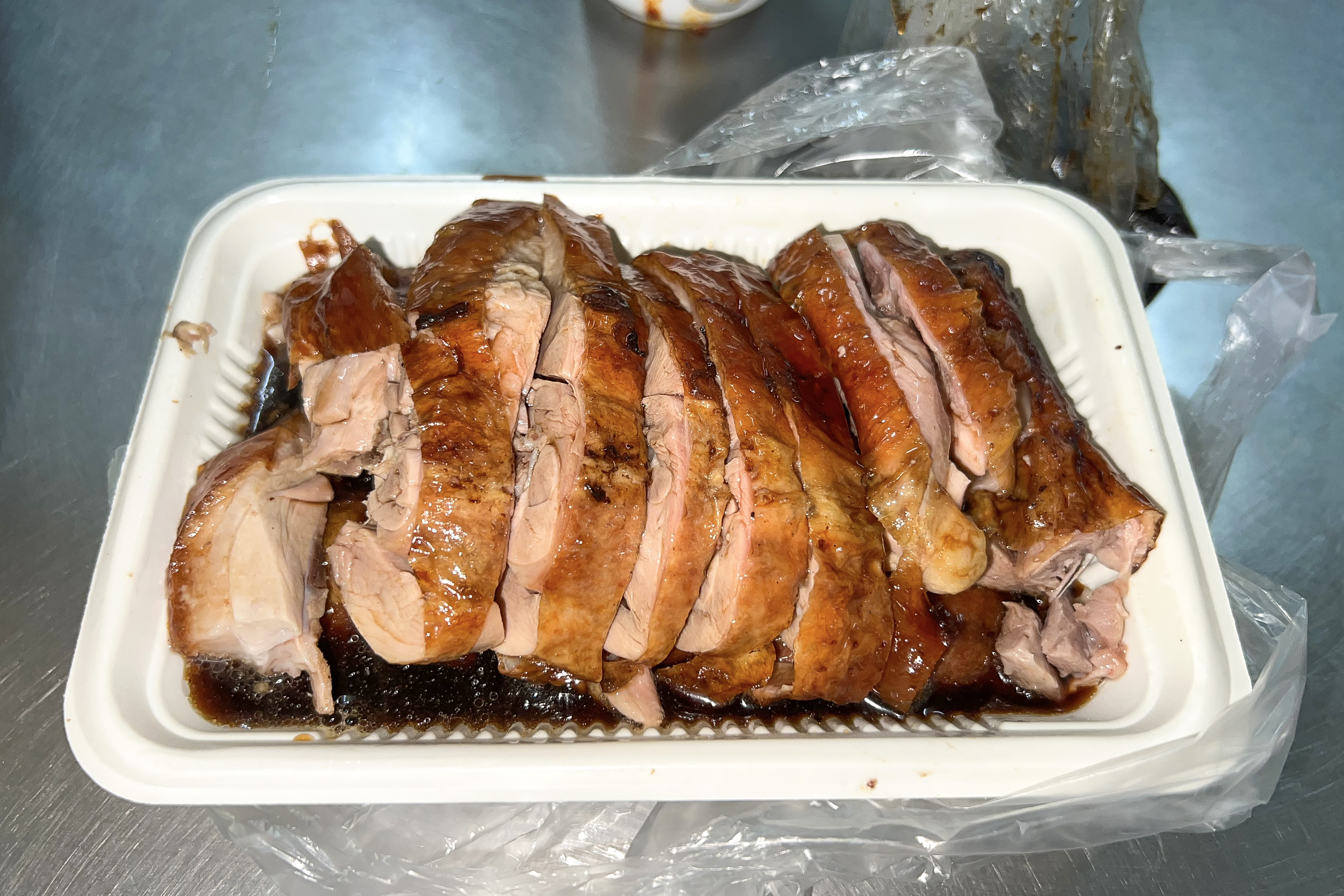
淋上卤汁的南京烧鸭
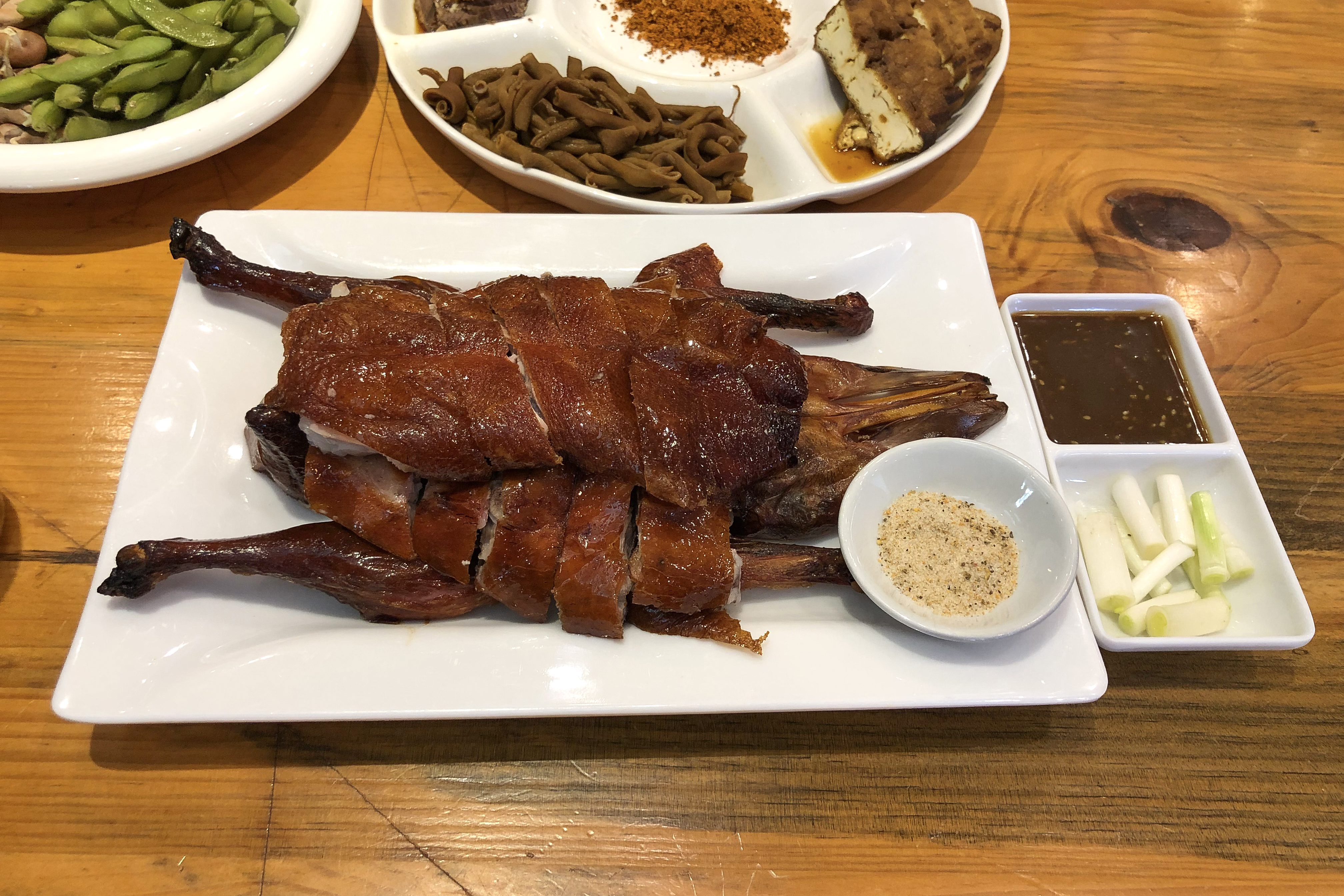
云南省宜良县宜良小刀鸭
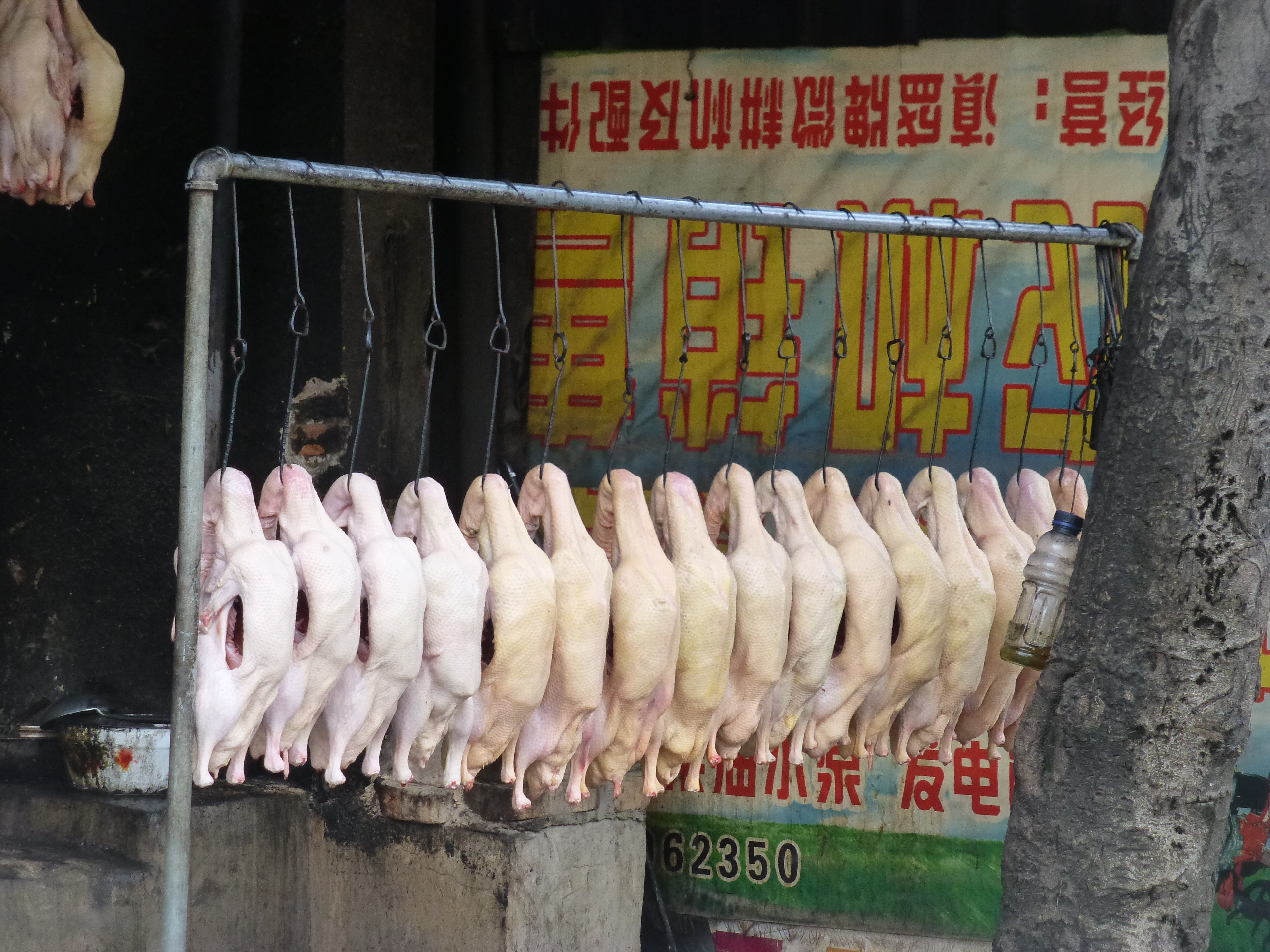
云南省建水县，2016年
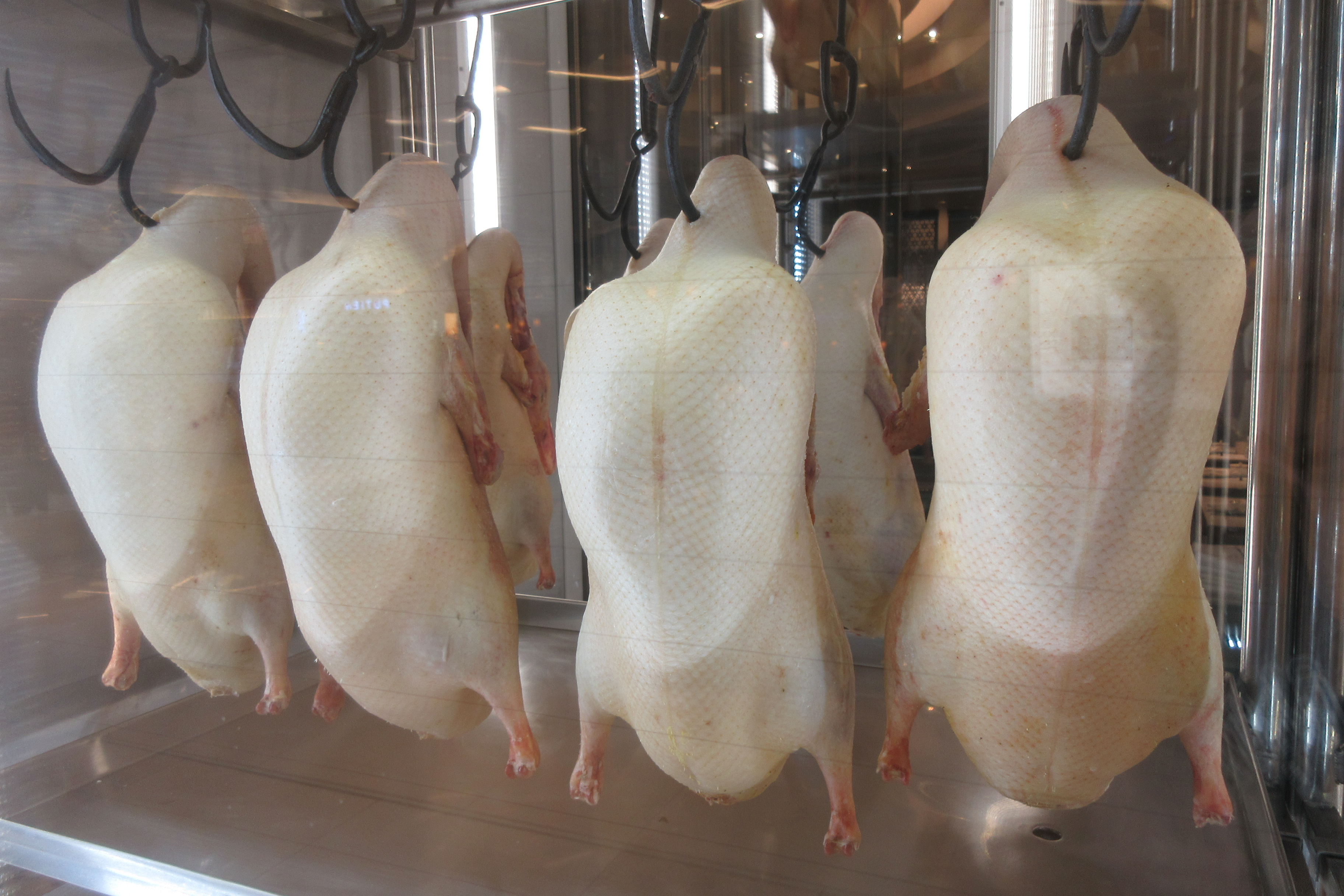
廣東深圳，2019年
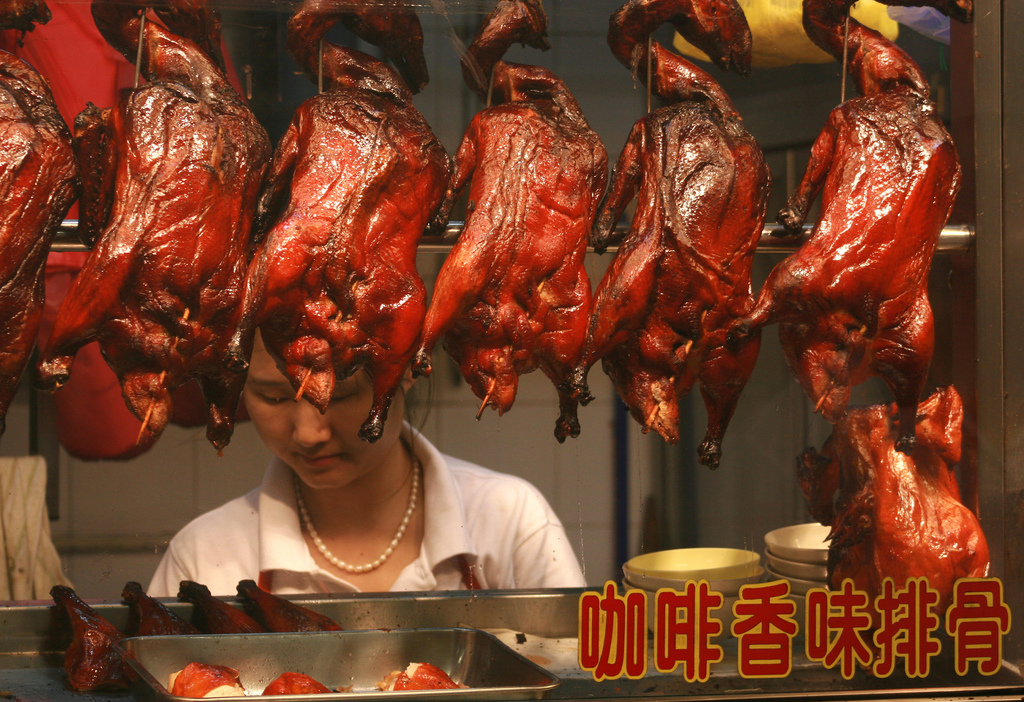
新加坡，2008年
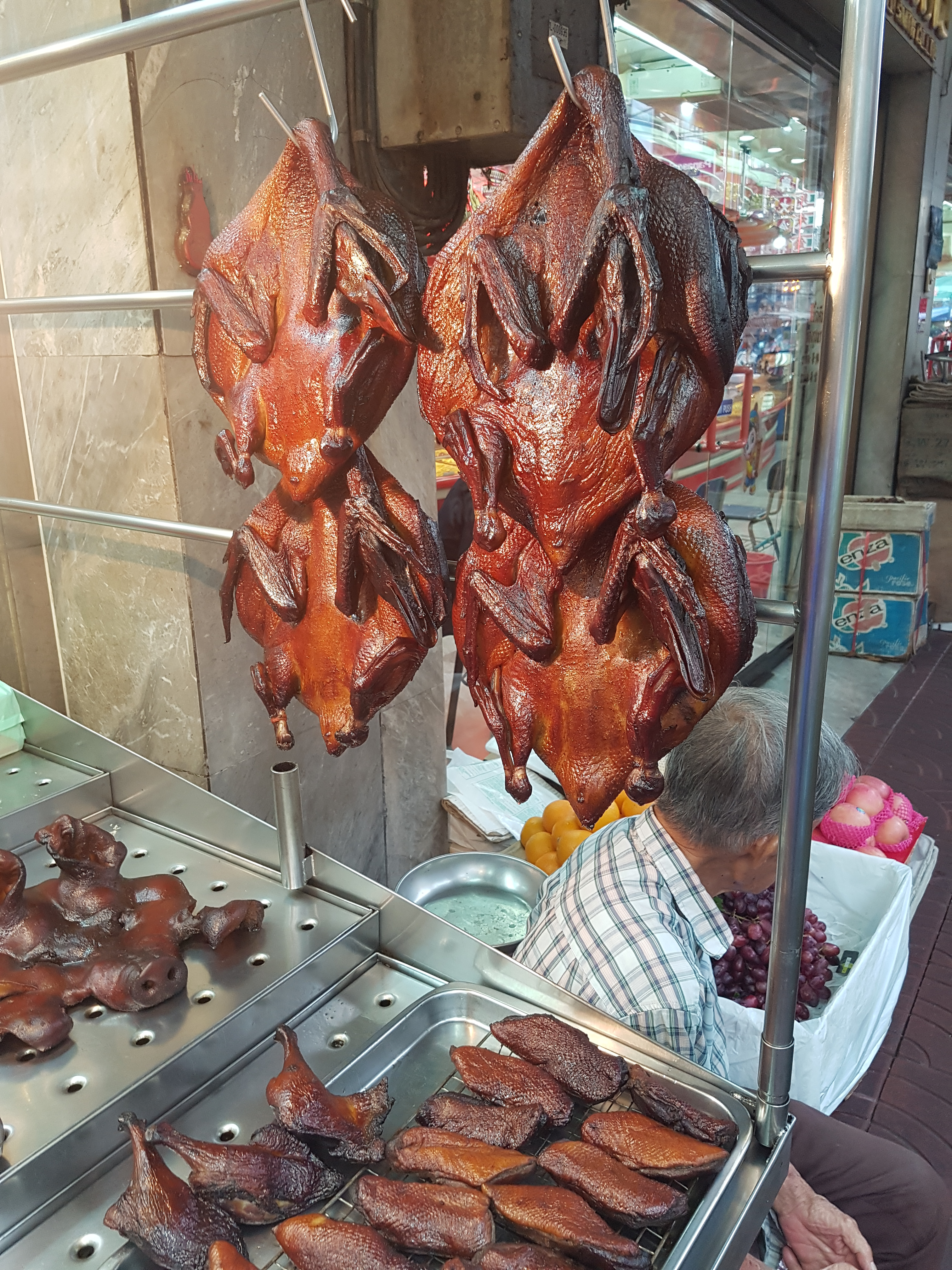
泰國曼谷，2017年
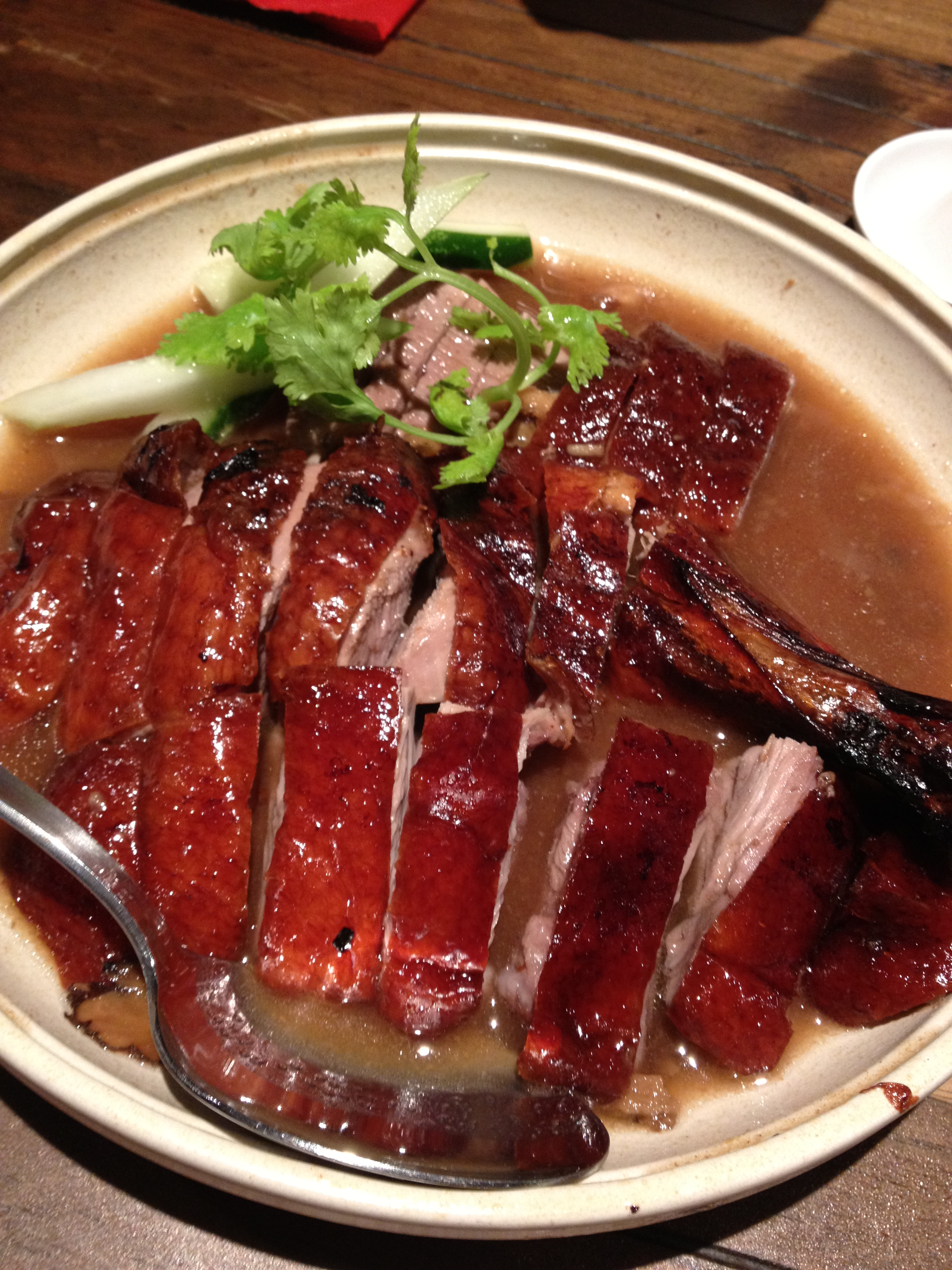
當歸烤鸭

## 外部連接
维基共享资源上的相關多媒體資源：烤鴨